# Еви Гофин
Еви Гофин e белгийската певица, вокалистка в „Ласго“. Била е вокалистка и на друга белгийска група, наречена Medusa, вземайки участие в песните Fiocco и 2 Fabiola.
Нейният глас е смятан за един от най-мелодичните в стиловете денс и транс.
Джон Паркър от Robbins Entertainment през март 2007 потвърждава, че Еви си взима почивка, за да може да прекарва повече време с детето си. На 23 май 2008 г. официално е потвърдено, че Еви Гофин напуска „Ласго“. Новата вокалистка на „Ласго“ е Жел Ван Дел.